# Prezzo
Prezzo is een gemeente in de Italiaanse provincie Trente (regio Trentino-Zuid-Tirol) en telt 202 inwoners (31-12-2004). De oppervlakte bedraagt 3,8 km², de bevolkingsdichtheid is 53 inwoners per km².

## Demografie
Prezzo telt ongeveer 87 huishoudens. Het aantal inwoners steeg in de periode 1991-2001 met 10,9% volgens cijfers uit de tienjaarlijkse volkstellingen van ISTAT.
| Jaar | Inwoneraantal |
| ---- | ------------- |
| 1991 | 175           |
| 2001 | 194           |

## Geografie
Prezzo grenst aan de volgende gemeenten: Bersone, Pieve di Bono, Castel Condino.